# Темп (ледовый дворец спорта)
Ледовый дворец спорта «Темп» — ледовый дворец спорта в Пензе. Вместимость арены 4200 зрителей. Здесь проводила домашние матчи хоккейная команда «Дизель», выступающая в ВХЛ.

## История
Главное крытое сооружение города строилось методом популярной в середине XX века народной стройки. Строительство дворца было завершено 4 декабря 1965 года.